# Eduard Markarow
Eduard Markarow, orm. Էդուարդ Մարգարով, ros. Эдуард Артёмович Маркаров (ur. 20 czerwca 1942 w Baku, Azerbejdżańska SRR) – ormiański piłkarz pochodzenia żydowskiego, grający na pozycji napastnika, reprezentant Związku Radzieckiego, trener i działacz piłkarski.

## Kariera piłkarska

### Kariera klubowa
Wychowanek klubu Łokomotiw Baku. Pierwszy trener - jego ojciec Artiom Markarow, który wcześniej również był profesjonalnym piłkarzem. W 1959 rozpoczął karierę piłkarską w drugoligowej drużynie Torpedo Armawir, skąd w 1961 przeszedł do Nieftianika Baku. Pod koniec lat 60. XX wieku coraz częściej doznawał kontuzji, dlatego zdecydował się na zmianę sytuacji i w 1971 roku przeniósł się do Ararata Erywań. Z klubem osiągnął swoje największe sukcesy. W 1975 zakończył karierę piłkarską.

### Kariera reprezentacyjna
Jako zawodnik Nieftianika Baku 5 czerwca 1966 zadebiutował w radzieckiej drużynie narodowej w meczu z Francją. Wystąpił na mistrzostwach świata w Anglii w 1966. Ostatni mecz w barwach ZSRR rozegrał 1 sierpnia 1968. Ogółem rozegrał 3 oficjalne spotkania międzynarodowe.

## Kariera trenerska
Pracę szkoleniową rozpoczął dość niespodziewanie. Ararat Erywań opuścił trener Wiktor Masłow, a on jako najbardziej doświadczony piłkarz w zespole (33 lata) objął stanowisko trenerskie. Po udanym debiucie jednak odszedł z Ararata i rozpoczął szkolenie dzieci w krajowej szkole Ormiańskiej SRR. W 1979 roku udał się do Algierii, aby wykładać w tamtejszym Instytucie Nauki i Sportu. Po powrocie do ojczyzny, ponownie przystąpił do pracy w Araracie jako asystent trenera Nikity Simoniana. Przed upadkiem Związku Radzieckiego pomagał trenować juniorską reprezentację ZSRR. Potem pracował z ormiańskimi zespołami Malatia Erywań i Erebuni Erywań. Przez pewien czas bez sukcesów prowadził reprezentację Armenii. W okresie od 1995 do 1999 pracował w Libanie, gdzie trenował Homenmen Bejrut, z którym został wicemistrzem i zdobywcą Pucharu Libanu. W latach 2001–2002 pełnił funkcje wiceprezesa w klubie Mika Asztarak. W 2008 objął stanowisko głównego trenera klubu Kilikia Erywań. Od momentu przyjścia Markarowa zespół poprawił swoje wyniki, jednak pozostał na ostatnim miejscu. Pod koniec roku Makarow dobrowolnie zrezygnował z dalszego prowadzenia zespołu i przeniósł się na stanowisko trenera-konsultanta klubu. Od roku 2010 pracował na stanowisku wiceprezesa i dyrektora szkoły piłkarskiej klubu Mika Erywań. Po tym jak odszedł trener Miki, stanowisko głównego trenera zostało zaproponowane Markarowu. Od czerwca do lipca 2011 r. pełnił obowiązki trenera klubu.

## Sukcesy i odznaczenia

### Sukcesy klubowe
- mistrz ZSRR: 1973
- wicemistrz ZSRR: 1971
- brązowy medalista Mistrzostw ZSRR: 1966
- zdobywca Pucharu ZSRR: 1973, 1975

### Sukcesy reprezentacyjne
- 4. miejsce w finale Mistrzostw Świata: 1966

### Sukcesy trenerskie
- wicemistrz ZSRR: 1976 (w.)
- zdobywca Pucharu ZSRR: 1975
- finalista Pucharu ZSRR: 1976
- wicemistrz Libanu: 1997
- zdobywca Pucharu Libanu: 1999
- zdobywca Pucharu Armenii: 2000, 2001

### Sukcesy indywidualne
- król strzelców mistrzostw ZSRR: 1962 (16 goli)
- król strzelców Pucharu Mistrzów Europejskich w sezonie 1975
- 6-krotnie wybrany do listy 33 najlepszych piłkarzy ZSRR: Nr 2 (1973), Nr 3 (1971, 1975)
- członek klubu najlepszych strzelców ZSRR: 159 goli

### Odznaczenia
- tytuł Zasłużonego Mistrza Sportu ZSRR
- tytuł Zasłużonego Trenera Armenii
- Medal "Za Zasługi przed Ojczyzną" I klasy: 2011